# Enrico I di Reuss-Greiz
Enrico I di Reuss-Greiz (Greiz, 3 maggio 1627 – Greiz, 8 marzo 1681) è stato conte di Reuss-Obergreiz dal 1673 fino alla sua morte.

## Biografia
Il conte Enrico I nacque nel 1627 a Greiz, come figlio secondogenito di Enrico IV e di Juliana Elisabeth zu Salm-Neuviller.
Il 10 agosto 1648 sposò a Schleiz la burgravia Sibilla Maddalena di Kirchberg (1624-1667).
Rimasto vedovo, il 2 aprile del 1668 sposò a Greiz la contessa Sibilla Giuliana di Schwarzburg-Arnstadt (1646-1698).
Ebbe in totale diciannove figli e morì nel 1681 nella sua città natale.